# Jošino (Nara)
Jošino (吉野町, Jošinočó) je japonské město ležící ve střední části prefektury Nara v regionu Kansai. Město je v Japonsku proslavené sakurami kvetoucími na hoře Jošino. 
K 1. září 2007 zde žilo asi 6337 obyvatel. Při rozloze 95,65 km2 to znamená hustotu zalidnění 66,3 osob na km2.
Od roku 2004 jsou některé památky na území města zapsány na Seznam světového dědictví UNESCO pod názvem Posvátná místa a poutní stezky v pohoří Kii.

## Geografie

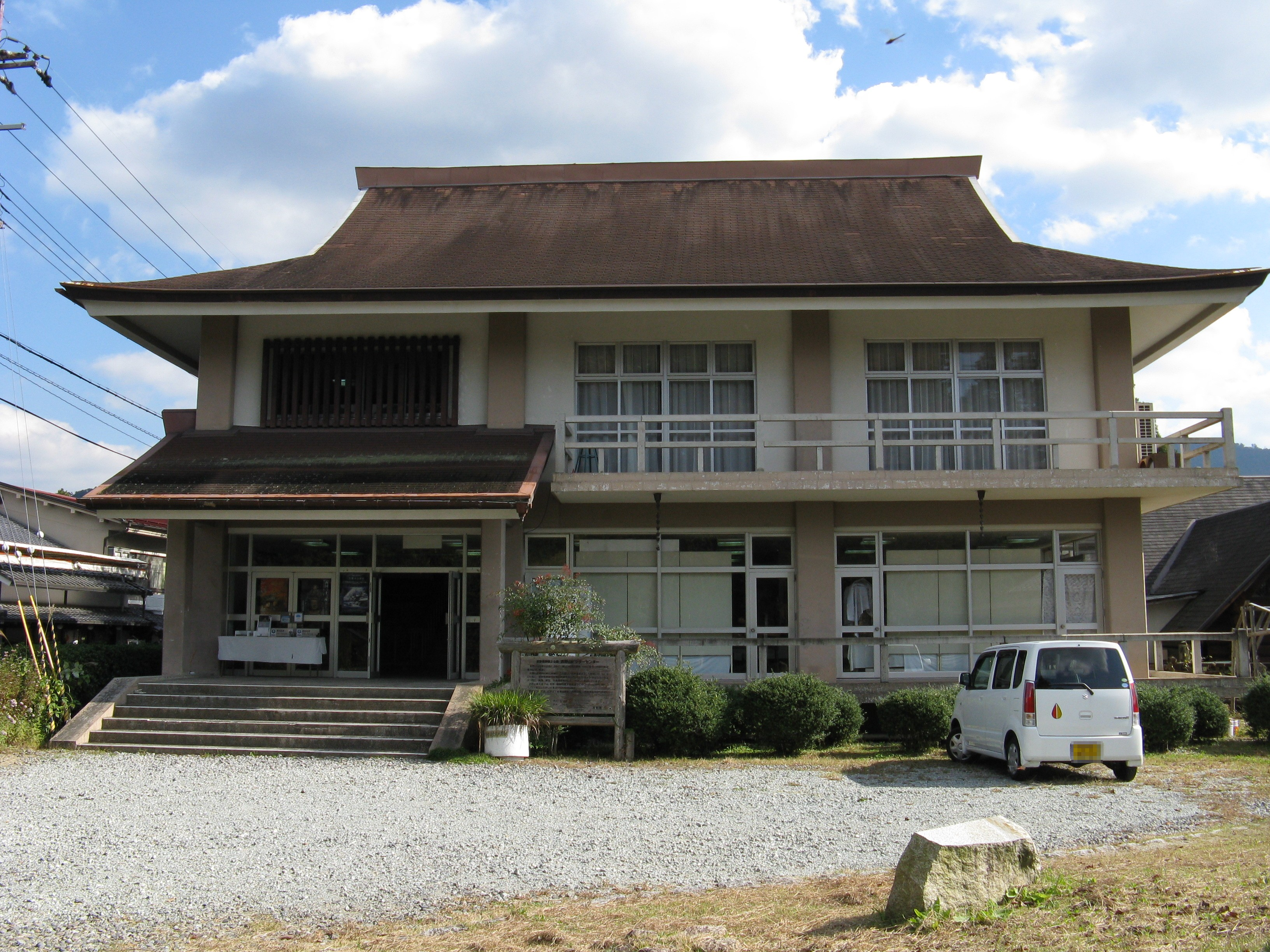
Návštěvnické centrum na hoře Jošino

Město se nachází v severní části stejnojmenného okresu, asi 41 km jižně od města Nara. Zdejší oblast je převážně kopcovitá, ale úsek podél řeky Jošino (Kinokawa) je poněkud rovinatější a vede tudy většina městských ulic se zástavbou a železnicí. 
Nejznámější oblastí Jošina je bezpochyby hora Jošino proslavená svými více než 30 000 sakurovými stromy, o nichž bylo sepsáno mnoho básní, jejichž autory je i řada známých básníků. Tyto kvetoucí slivoně jsou vysázeny ve čtyřech hájích v různých nadmořských výškách, zčásti proto, aby bylo vidět, jak sakury začínají rozkvétat v různých částech jara. Ve zprávě o Jošinu sepsané někdy kolem roku 1714 se vysvětluje, že se cestovatelé mohou při výstupu na vrchol hory těšit z 1000 stromů, jež se nacházejí na úpatí kopce, z dalšího tisíce sakur vysázených v polovině cesty, dále z tisíce stromů pod vrcholem a konečně z 1000 sakur v areálu svatyně na vrcholu kopce.
Hora Jošino je posvátná pro stoupence asketické sekty Šugendó a tradičním začátkem poutní stezky na horu Ómine (Sandžó), jejíž vrchol je (stejně jako poloostrov Athos v Řecku) oblastí, kam je ženám již po staletí přísně zakázán přístup.

## Průmysl

### Dřevozpracující průmysl
Ve městě se vyrábí široký sortiment výrobků zhotovených ze dřeva vytěženého v místních lesích. Většina zdejších lesů je uměle vysazená. Převažují zde česnekovníky a cypřišky, jež se vysazovaly a těžily v cyklech po dobu 500 let. Řeka Jošino (Kinokawa) sloužila v minulosti jako dopravní cesta pro dřevo, které zde bylo vytěženo.

### Papírenský průmysl
Jošinská čtvrť Kuzu je známá svou tradiční výrobou ručního papíru waši. Podle místní legendy naučil zdejší obyvatele vyrábět tento papír již v 7. století princ Óama, pozdější císař Temmu.

## Okolní obce v prefektuře Nara
- Asuka
- Sakurai
- Higašijošino
- Kawakami
- Kurotaki
- Šimoiči
- Ójodo
- Uda

## Významná místa
- Národní park Jošino-Kumano
- hora Jošino
- Svatyně Jošino
- Kimpusendži
- Svatyně Jošimizu
- Sakuramotobō
- Svatyně Jošinomikumari
- Njoirindži
- Svatyně Sakuragi
- Vodopád Rjumon-no-taki
- Vodopád Takataki
- Svatyně Kinpu
- Saigjóova poustevna
- Přehradní nádrž Cuburo